# Dolmen de Fontanilles
El Dolmen de Fontanilles és un dolmen situat al terme municipal de Sant Climent Sescebes, (Alt Empordà), inclòs a l'Inventari del Patrimoni Arqueològic i Paleontològic de Catalunya.

## Descripció
Està situat al nord del Menhir de la Murtra, a mig quilòmetre, més o menys dins del paratge de la Murtra. Es tracta d'un sepulcre de corredor, amb cambra rectangular curta amb tres lloses suport vertical conservades i la llosa de coberta. Té un passadís ample de parets paral·leles o petita galeria catalana en U. Està datat de l'època del calcolític, de la primera meitat del III mil·lenni aC.

## Excavacions
Va ser descobert l'any 1920 per Joan Costal, mestre d'Espolla, i per Josep Bosch Cusí. L'excavació efectuada per Pere Bosch-Gimpera i Lluís Pericot l'any 1923 proporcionà un ganivet sobre làmina de sílex i fragments de ceràmica a mà grollera. Molt més tard, l'excavació de Júlia Chinchilla i Josep Tarrús de l'any 1985 va permetre recuperar un ganivet/raspador sobre làmina trapezoïdal de sílex, una rascadora lateral dreta sobre ascla de quars blavós, un fragment amb vora de bol amb el llavi aprimat, fragments amb vora d'una escudella, fragments d'un vas de l'edat del bronze, fragments d'una urna del bronze final, fragments d'un plat/tapadora del bronze final, fragments d'una urna del bronze final, i fragments de base plana d'una urna o plat/tapadora del bronze final.